# Medrano (España)
Medrano es un municipio de la comunidad autónoma de La Rioja (España) situado a 17 km de la capital Logroño.

## Geografía
La mayor parte del municipio es llana y supera los 500 m s. n. m. El terreno es fértil, en él se explotan cultivos de secano, sobre todo la vid. Aprovechando las aguas del río Daroca también existen pequeñas explotaciones de regadío. Hacia el sur se extiende la Sierra de Moncalvillo.
El término limita al norte con Navarrete, al este con Entrena, al sur con Sojuela y Daroca de Rioja y al oeste con Hornos de Moncalvillo.

## Geografía humana

### Demografía
Cuenta con una población de 355 habitantes (INE 2024).
| Gráfica de evolución demográfica de Medrano entre 1842 y 2021                                                         |
| |
| Población de derecho según los censos de población del INE. Población de hecho según los censos de población del INE. |

Al contrario que otros municipios del entorno, y de la tendencia general del mundo rural, Medrano en la última década ha conseguido aumentar su población y además afincar familias jóvenes en el municipio. Esto ha supuesto que en el municipio hayan aumentado el número de niños y se ha dinamizado mucho el pueblo, incluso ha sido necesaria la construcción de una nueva escuela debido a que la antigua no podía responder a las necesidades del aumento de niños.

## Administración
| Periodo   | Nombre                        | Partido        |
| --------- | ----------------------------- | -------------- |
| 1979-1983 | Fernando González Sotés       | UCD            |
| 1983-1987 | Fernando González Sotés       | Independientes |
| 1987-1991 | José María Díez Velasco       | AP             |
| 1991-1995 | Miguel Ángel Álvarez Flaño    | PSOE           |
| 1995-1999 | Miguel Ángel Álvarez Flaño    | PSOE           |
| 1999-2003 | Alejandro Las Heras Quintín   | PP             |
| 2003-2007 | Alejandro Las Heras Quintín   | PP             |
| 2007-2011 | Alejandro Las Heras Quintín   | PP             |
| 2011-2015 | Jesús Manuel Pérez Montenegro | PP             |
| 2015-2019 | Jesús Manuel Pérez Montenegro | PP             |
| 2019-2023 | Jesús Manuel Pérez Montenegro | PP             |

## Lugares de interés

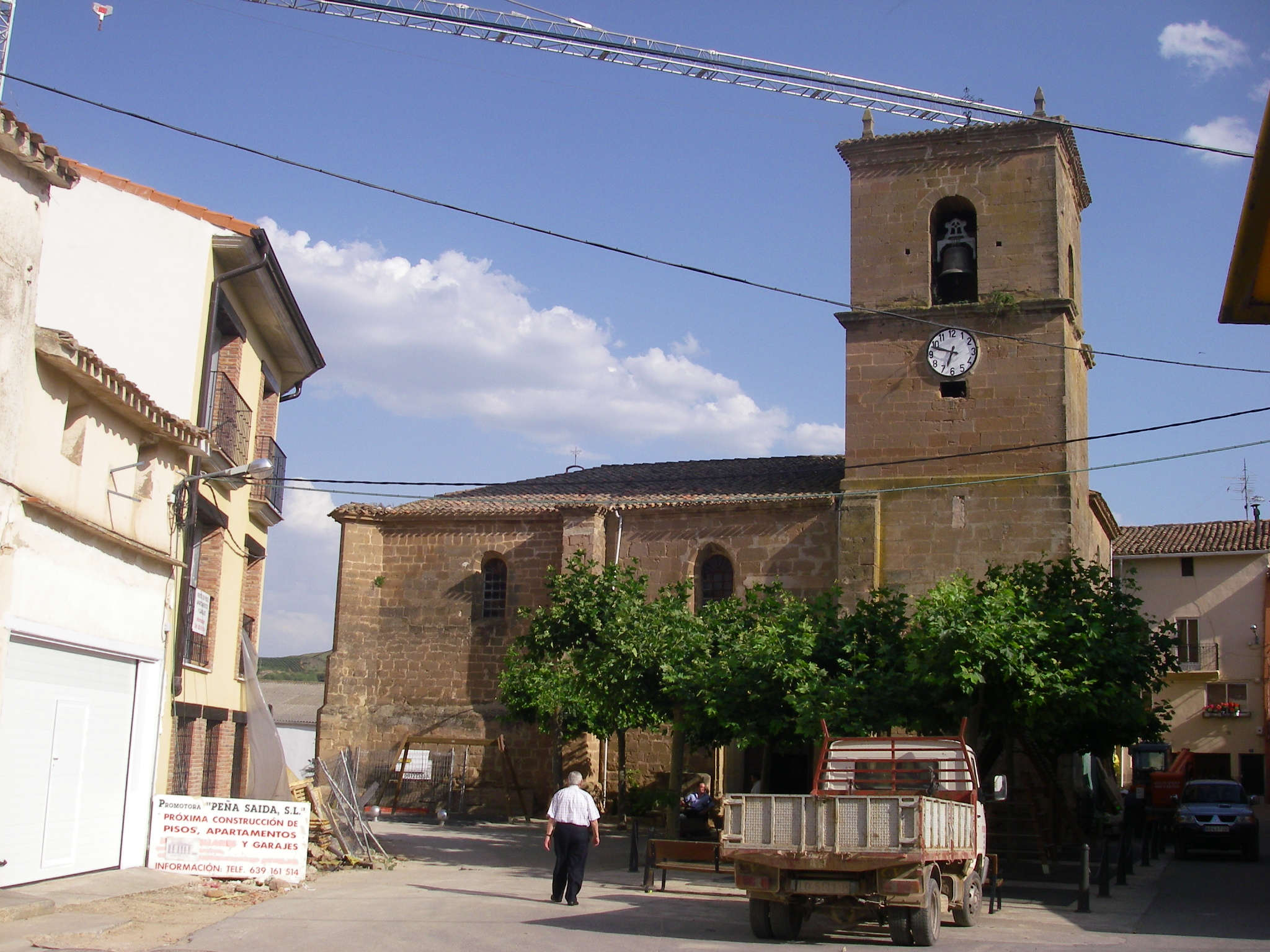
Iglesia de la Natividad.

### Edificios y monumentos
- Iglesia de la Natividad, construida en sillería, del siglo XV.
- Ermita de San Clemente.

## Fiestas
Las fiestas más importantes son las de Virgen de la Natividad celebradas el 8 de septiembre.
Otras festividades son:
- San Sebastián: El 20 de enero, con procesión y degustaciones.
- San Isidro Labrador: El 15 de mayo, con misa, procesión y bendición de los campos.
- 1º domingo de mayo: Fiesta de la Hermedaña.
- La octava: El 15 de septiembre, misa y procesión.

Panorámica de Medrano con los Montes de Cameros al fondo y la Sierra de Moncalvillo a la derecha.